# Hartmut Pelka
Hartmut Pelka (né le 11 mars 1957 à Hohenmölsen en Saxe-Anhalt et mort le 23 juillet 2014 à Braunsbedra dans le même land) est un footballeur allemand (à l'époque est-allemand) qui évoluait au poste d'attaquant, avant de devenir ensuite entraîneur.

## Biographie

### Carrière de joueur
Hartmut Pelka joue en faveur du BSG Chemie Leipzig et du BFC Dynamo.
Il dispute six matchs en Coupe d'Europe des clubs champions, inscrivant trois buts. Le 19 septembre 1979, il inscrit un doublé contre l'équipe polonaise du Ruch Chorzów.

## Palmarès
BFC Dynamo
| - Championnat de RDA (4) : - Champion : 1978-79, 1979-80, 1980-81 et 1981-82. - Coupe de RDA : - Finaliste : 1978-79 et 1981-82. |  | - Championnat de RDA D2 : - Meilleur buteur : 1974-75 (18 buts). |